# Just Eat
Just Eat è un servizio in rete di ordinazione e consegna pasti che agisce come intermediario fra il ristoratore e i clienti. Ha sede a Londra e opera in 13 paesi in Europa, Asia, Oceania e in America. Fondata in Danimarca e in seguito trasferita nel Regno Unito, la piattaforma consente ai clienti di cercare ristoranti locali da asporto, effettuare ordini e pagare in rete e di scegliere tra le opzioni di ritiro o consegna.
È stato quotato alla Borsa di Londra sino a quando non è stato acquisito da Takeaway.com nel febbraio del 2020.

## Storia
Just Eat fu fondata in Danimarca nel 2001 da cinque imprenditori danesi, tra cui Jesper Buch e il servizio fu lanciato nell'agosto dell'anno successivo. Nel 2005 l'imprenditore tecnologico Bo Bendtsen (co-fondatore) ha acquisito tutte le quote dai fondatori e investitori iniziali, ad esclusione di Jesper Buch e ha trasferito la società nel Regno Unito. Nel 2006 viene lanciato Just Eat UK. L'espansione internazionale dal quartier generale del Regno Unito è iniziata con il lancio dei Paesi Bassi nel luglio 2007, seguito dall'Irlanda nell'aprile 2008.
Nel gennaio 2011 Just Eat ha costituito una collaborazione commerciale in India. A febbraio, il Gruppo ha raccolto £ 30 milioni dal proprio investimento "Serie B", consentendogli di effettuare 7 acquisizioni negli anni seguenti: 4 collaborazioni per il lancio di nuovi paesi con operatori locali (Svizzera, Italia, Brasile, Francia); e 3 acquisizioni per consolidare la propria presenza nel Regno Unito (Urbanbite per entrare nel mercato aziendale) e in Canada (Yummy Web e GrubCanada). A partire dal 2011 la società è attiva direttamente anche nel mercato italiano, tramite la controllata Just Eat Italy s.r.l., che nel 2016 ha acquistato ed inglobato i marchi HelloFood Italia e PizzaBo.
Il 3 aprile 2014 Just Eat fa il suo debutto alla Borsa di Londra ed in seguito entrerà a far parte dell'indice FTSE 250. Nel febbraio 2017, l'amministratore delegato lascia la sua posizione dopo quattro anni, a causa di "questioni familiari urgenti". Continua a far parte del consiglio di amministrazione della società in qualità di direttore non esecutivo. La sua partenza è stata notata dai commentatori del settore come una "perdita significativa" per gli affari, in quanto David Buttress è stato considerato "uno degli imprenditori emergenti del Regno Unito dell'ultimo decennio".
Il 29 luglio 2019 è stato annunciato che Just Eat e Takeaway.com hanno raggiunto i termini di una fusione delle due società con un accordo del valore di £ 9 miliardi. Il 10 gennaio 2020 l'80% degli azionisti di Just Eat ha approvato l'accordo di Takeaway.com per l'acquisizione di Just Eat. Sebbene Just Eat sia diventata una consociata di Takeaway.com il 3 febbraio 2020, il giorno seguente l'autorità inglese per la Concorrenza e i Mercati (Competition and Markets Authority) ha ordinato che non vi fosse alcuna integrazione e che i marchi fossero tenuti separati fino al completamento della loro indagine. Il 22 aprile 2020, la Competition and Markets Authority del Regno Unito ha annunciato, a seguito di un'indagine, che è stata approvata incondizionatamente la fusione di Just Eat con Takeaway.com.
A Firenze dal 25 al 29 settembre 2020, si sono svolte le prime elezioni sindacali dei riders, che hanno eletto Yiftalem Parigi come RLS, il primo in Italia. Queste elezioni non sono state considerate valide dall'azienda. Nel marzo 2021 Just Eat Italia ha abbandonato l'associazione di categoria Assodelivery e ha sottoscritto un accordo con CGIL, CISL, UIL che riconduce i rider al comparto della logistica, come lavoratori dipendenti.